# Basel XI
Die Fußballmannschaft Basel XI war eine Auswahl Basler Fußballspieler, die an fünf Turnieren des Messepokals teilnahm.
Der Wettbewerb wurde am 18. April 1955 ins Leben gerufen, und das erste Turnier nahm drei Jahre in Anspruch. Teilnehmen sollte jeweils die beste Fußballmannschaft einer Messestadt. Da aber die Regeln nur ein einziges Team aus jeder Stadt zuließen, wurde beschlossen, ein Team nur für dieses Turnier zu schaffen. Man wählte im Wesentlichen die besten Spieler der in Basel ansässigen Vereine, FC Basel, FC Nordstern und FC Concordia aus.
Die Premiere des Messe-Städtepokals fand am 4. Juni 1955 im St. Jakob-Stadion von Basel statt. Dabei verlor die Auswahl von Basel gegen eine Auswahl Londons vor 12.000 Zuschauern mit 0:5. Das Rückspiel, elf Monate später, verlor man mit 0:1.

## Bilanz im Messepokal
| Saison  | Runde    | Gegner                 | Gesamt | Hinspiel | Rückspiel  |
| ------- | -------- | ---------------------- | ------ | -------- | ---------- |
| 1955/58 | Gruppe D | London                 | 1:5    | 0:5 (H)  | 0:1 (A)    |
| 1958/60 | 1. Runde | FC Barcelona           | 3:7    | 1:2 (H)  | 2:5 (A)    |
| 1960/61 | 1. Runde | Kjøbenhavns Boldklub   | 04:11  | 1:8 (A)  | 3:3 (H)    |
| 1961/62 | 1. Runde | FK Roter Stern Belgrad | 2:5    | 1:1 (H)  | 1:4 (A)    |
| 1962/63 | 1. Runde | FC Bayern München      | 0:6    | 0:3 (H)  | 00:3 (A) 1 |

Gesamtbilanz: 10 Spiele, 0 Siege, 2 Unentschieden, 8 Niederlagen, 10:34 Tore (Tordifferenz −24)